# Canto do Rio Foot-Ball Club
Il Canto do Rio Foot-Ball Club è una società calcistica brasiliana di Niterói, fondata il 14 novembre 1913.

## Storia
Fondato a Niterói da quattro ragazzi di età compresa tra i dieci e gli undici anni, il primo presidente fu Hugo Mariz de Figueredo.

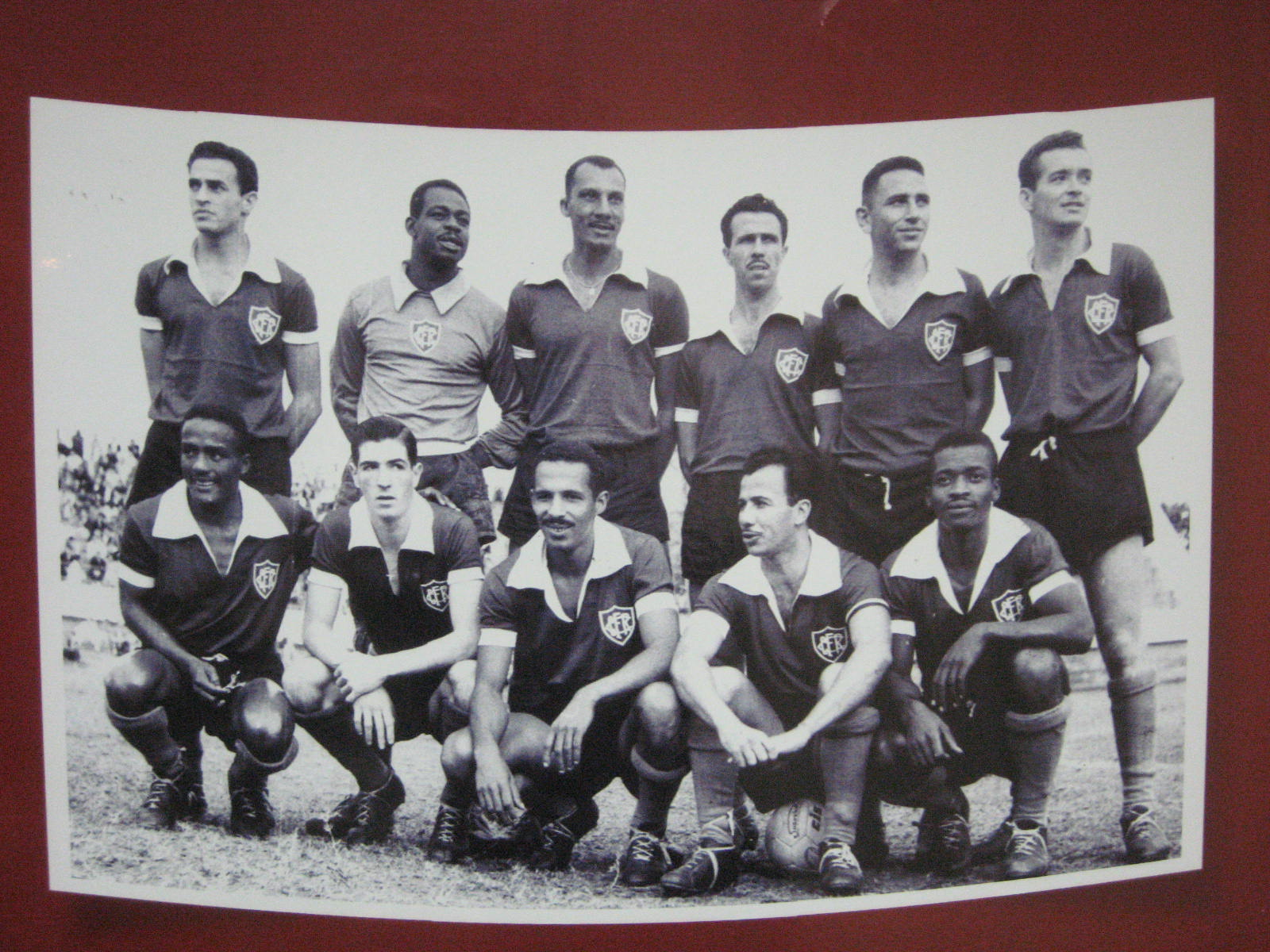
Formazione del Canto do Rio del 1956

La società fu una dei membri fondatori della AFEA (Associação Fluminense de Esportes Athléticos), che successivamente diventò FFD (Federação Fluminense de Futebol), che si occupava di organizzare tornei calcistici nello stato di Rio de Janeiro. Nel 1933 vinse il suo primo titolo, il campionato municipale di Niterói. Fu dunque il primo club della sua zona ad approdare al professionismo nel 1941; dato che tutti i campionati organizzati dalla FFD erano dilettantistici, ricevette dunque una licenza speciale per disputare il campionato Carioca, che si svolgeva nel Distretto Federale.
Contemporaneamente alla sua partecipazione nel campionato Carioca con la squadra dei professionisti, mantenne una sezione dilettantistica che giocava nei campionati di categoria. Nel 1952, con l'istituzione di un campionato professionistico anche nello Stato Fluminense, il Canto do Rio rischiò per vari anni di essere escluso dal campionato Carioca, dato che la licenza era valida solo finché non fosse stata creata una competizione professionistica nello Stato di origine. Nel 1964 la società venne infine estromessa dal calcio Carioca, in seguito ad un'invasione di campo avvenuta dopo una rissa durante una partita contro il Fluminense.
Il Canto do Rio abbandonò dunque il professionismo dopo la fusione tra gli Stati di Rio e di Guanabara, ma negli anni 1980 tornò a giocare campionati ufficiali, a cui prende parte ancor oggi.

## Palmarès

### Competizioni statali
- Torneio Início do Rio de Janeiro: 1

1953

### Altri piazzamenti
- Campionato Carioca:

Terzo posto: 1944 (Torneo Municipal)